# Mestre d'Osormort
Mestre d'Osormort és el nom amb què es coneix al pintor del segle xii que va realitzar unes pintures murals a diferents esglésies. Estilísticament se l'ha relacionat amb les pintures murals de l'absis de Sant Martí del Brull (conservades al Museu Episcopal de Vic), les pintures murals de l'absis de Sant Sadurní d'Osormort (conservades al també al MEV i que donen el nom al mestre) i la Pentecosta de Sant Joan de Bellcaire (conservada al Museu d'Art de Girona). Segurament va tenir el taller al costat de la catedral de Vic. Se l'emparenta amb l'art de la zona del Poitou francès.